# Santa Isabel do Pará
Santa Isabel do Pará là một đô thị thuộc bang Pará, Brasil. Đô thị này có diện tích 717,615 km², dân số năm 2007 là 51762 người, mật độ 72,13 người/km².